# Військовий ліцей Національної академії сухопутних військ імені гетьмана Петра Сагайдачного
Військовий ліцей НАСВ імені гетьмана Петра Сагайдачного — заклад спеціалізованої освіти, що забезпечує здобуття освіти військового профілю одночасно із здобуттям профільної середньої освіти, військовий ліцей у Червонограді. Функціонує у підпорядкуванні Національної академії сухопутних військ імені гетьмана Петра Сагайдачного. Ліцеїсти навчаються у 10 - 11 класах, їх загальна чисельність складає до 400 осіб, з щорічним набором до 200 ліцеїстів.

## Історія
Створення військового ліцею в Червонограді планувалося від 2017 року на базі колишньої загальноосвітньої школи-інтернату.
Створений на підставі наказу Міністра оборони N 392 від 3 серпня 2018 року.
Навчання планувалося розпочати 1 вересня 2019 року. Протягом 2019 року навчальний заклад повинні укомплектувати офіцерським складом, вчителями, допоміжним персоналом та здійснити реконструкцію приміщень Червоноградської загальноосвітньої школи-інтернету де розмістився ліцей.
19 липня 2023 року ліцей отримав ліцензію, цього ж року здійснив перший набір ліцеїстів.